# Taylor Trensch
Taylor Hunt Trensch (Tampa, 3 de mayo de 1989) es un actor de teatro y cine estadounidense. Es conocido por su papel como Evan Hansen en el musical de Broadway Dear Evan Hansen.

## Vida y carrera
Trensch nació en Tampa, Florida. Fue aceptado en el programa de teatro musical de la Universidad de Elon y asistió durante dos años. En el verano de 2008, Trensch participó en la compañía de repertorio de verano en el teatro Lake Dillon en Dillon, Colorado, actuando en The Rocky Horror Show, Little Shop of Horrors, Into the Woods y Cabaret.
En 2009, durante su segundo año, Trensch interpretó a Moritz Steifel en la gira de Spring Awakening por Estados Unidos y se tomó una licencia académica de 2009 a 2010. Por su interpretación de Moritz, Trensch ganó el premio Ovation al «mejor actor de reparto en una producción en gira nacional» otorgado por The Denver Post ese mismo año.
Hizo su debut en Broadway en enero de 2012 interpretando a Boq en la producción de Broadway, Wicked. También interpretó a Christopher Boone en el musical de la obra homónima «El curioso incidente del perro a medianoche». El mismo año interpretó a Jack en la película de Disney Into the Woods.
El 6 de febrero de 2018, Trensch asumió el papel principal de Evan Hansen en en Dear Evan Hansen en el Music Box Theatre de Broadway. Dejó la producción el 27 de enero de 2019 y fue reemplazado por Andrew Barth Feldman.
Trensch prestó su voz para la serie de animación de Nickelodeon, Nella, una princesa valiente. En 2020 participó en el musical Bleeding Love como Sweet William.

## Créditos de teatro
| Año     | Título                                      | Papel             | Teatro                        | Ref.   |
| ------- | ------------------------------------------- | ----------------- | ----------------------------- | ------ |
| 2008    | Cabaret                                     | Victor            | Lake Dillon Theatre           | [ 5 ]  |
| 2008    | The Rocky Horror Show                       | Frank-n-Furter    | Lake Dillon Theatre           | [ 5 ]  |
| 2008    | Into the Woods                              | Steward           | Lake Dillon Theatre           | [ 5 ]  |
| 2008    | Little Shop of Horrors                      | Seymour           | Lake Dillon Theatre           | [ 5 ]  |
| 2008    | Rabbit Hole                                 | Jason             | Lake Dillon Theatre           | [ 5 ]  |
| 2009–10 | Spring Awakening                            | Moritz Stiefel    | Tour nacional                 | [ 6 ]  |
| 2011    | Little Miss Sunshine                        | Dwayne Hoover     | La Jolla Playhouse            | [ 17 ] |
| 2011    | Mormons, Mothers and Monsters               | Samuel            | Barrington Stage Company      |        |
| 2012    | Wicked                                      | Boq               | Gershwin Theatre              | [ 8 ]  |
| 2012    | Rent                                        | Steve             | New World Stages              | [ 18 ] |
| 2012    | Bare: The Musical                           | Peter             | New World Stages              | [ 18 ] |
| 2013–14 | Matilda                                     | Michael Wormwood  | Shubert Theatre               | [ 18 ] |
| 2014–15 | El curioso incidente del perro a medianoche | Christopher Boone | Ethel Barrymore Theatre       | [ 9 ]  |
| 2016    | Clarkston                                   | Jake              | Dallas Theater Center         | [ 19 ] |
| 2016    | Poster Boy                                  | Tyler Clementi    | Williamstown Theatre Festival |        |
| 2017–18 | Hello, Dolly!                               | Barnaby Tucker    | Shubert Theatre               | [ 20 ] |
| 2018–19 | Dear Evan Hansen                            | Evan Hansen       | Music Box Theatre             | [ 21 ] |
| 2019–20 | To Kill a Mockingbird                       | Dill Harris       | Shubert Theatre               | [ 22 ] |